# Cité ouvrière Besnard
Le fermier Paul Besnard a fait construire à Guyancourt, dans les Yvelines (France), une cité ouvrière afin d'y loger le personnel de ses fermes agricoles.

## Descriptif
Ces maisons d'ouvriers, toujours existantes, sont situées à la sortie du village dans l'actuelle rue des Graviers. 
Elles ont été construites vers 1914 pour le fermier Paul Besnard qui fit fortune dans la betterave. 
Ces maisons jumelées, construites en pierre de meulière et briques, offraient un confort moderne aux ouvriers logés. 
De plus un jardin permettait aux habitants de produire une partie de leur alimentation en légumes, animaux de basse-cour, œufs et en fruits.
Une seule de ces maisons a été détruite pour réaliser la place Hélder Câmara.

## Origine
Outre ses fermes, Paul Besnard était le propriétaire de la distillerie de la ferme de Chateauneuf, ainsi il employait de nombreux ouvriers. 
Cette cité ouvrière lui permettait de stabiliser son personnel, souvent composé de Bretons, ces derniers pouvaient y faire venir leur famille. 
Il s'agit là d'une pratique comparable aux industriels du Nord, mais assez exceptionnelle dans le monde rural. 
La cité agricole de Champigny-en-Beauce en Loir-et-Cher, édifiée par François-Philibert Dessaignes dans la deuxième moitié du XIXe siècle, est la seule réalisation connue ayant pu inspirer Paul Besnard.